# Sabine Krapf
Sabine Krapf (Heidenheim, 4 de junio de 1964) es una deportista alemana que compitió para la RFA en esgrima, especialista en la modalidad de espada. Ganó dos medallas de oro en el Campeonato Mundial de Esgrima, en los años 1988 y 1990, ambas en la prueba por equipos.

## Palmarés internacional
| Campeonato Mundial | Campeonato Mundial | Campeonato Mundial | Campeonato Mundial |
| Año                | Lugar              | Medalla            | Prueba             |
| ------------------ | ------------------ | ------------------ | ------------------ |
| 1988               | Orleans (Francia)  | Medalla de oro     | Espada por equipos |
| 1990               | Lyon (Francia)     | Medalla de oro     | Espada por equipos |